# Tip 5 Ke-Ho
Tip 5 Ke-Ho je bio prototip lakog tenk kojeg je pri kraju rata sastavila vojska Japanskog Carstva. Sastavljen je samo jedan primjerak, jer je masovna proizvodnja bila nemoguća zbog savezničkih bomardiranja i nestašice materijala kao što je čelik.

## Vanjske poveznice
|  | Zajednički poslužitelj ima stranicu o temi Type 5 Ke-Ho    |
|  | Zajednički poslužitelj ima još gradiva o temi Type 5 Ke-Ho |

- (en) - vieš o tenku na WWIIvehicles.com